# Långsamt gift i bestens buk
Långsamt gift i bestens buk är det svenska reggaebandet Stures Dansorkesters debutalbum som släpptes 5 april 2006 av skivbolaget SwingKids.
Farbror Blå är en cover på Gregory Isaacs Mr.Cop, den svenska texten är skriven av Carl-Martin Vikingsson.

## Låtlista
1. "Bryt" - 3.02
2. "Låt dom inte knäcka dig" - 4.46
3. "Farbror blå" - 3:31
4. "Okuvlig" - 3.44
5. "Lita på mig" - 3.44
6. "Främling i stan" - 2.58
7. "Vi kan ge mer" - 4:25
8. "Bort" - 5:22
9. "Skona mig" - 4:11
10. "Dag som natt" - 3.39
11. "Älska mig för evigt" - 2:51
12. "Annorlunda" - 4:01

## Medverkande musiker
- Sture Allén den yngre (Carl-Martin Vikingsson), sång och gitarr
- Anders Ehlin, klaviatur och sång
- Simon Vikokel, gitarr och sång
- Ove Dahlqvist, bas
- Kenneth Björklund, trummor